# GO-ON
「GO-ON」（ゴウオン）は、UVERworldの13作目のシングル。2009年8月5日にgr8!recordsから発売された。

## 概要
4thアルバム『AwakEVE』からおよそ7ヶ月ぶり、12thシングル「儚くも永久のカナシ」からおよそ9ヶ月ぶりとなる2009年第一弾シングル。ジャケットは6thシングル「君の好きなうた」から4thアルバム『AwakEVE』まで続いたアーティスト写真ではなく、UVERworldのマークがジャケットの中心に据えられたデザインとなった。
キャッチコピーは、『選択肢は∞。つかむ未来は、一つだけ。』

## 収録内容
CD
全作詞：TAKUYA∞, 編曲：UVERworld、平出悟
1. GO-ON
  - 作曲：TAKUYA∞、彰

日本テレビ系テレビドラマ『Dr.HOUSE (第1シーズン)』第2期エンディングテーマ。UVERworldの音楽に対する普遍的な想いを表現した楽曲。「GO-ON」の漢字表記は『轟音』ではなく『豪音』。「人生の選択肢」や、バンドが持つ基本的な信念を歌ったもの。TAKUYA∞曰く「メンバーの気持ちも代弁した歌詞」。PVのメッセージ性が強く、各々がいろいろな感じ方をして欲しいとメンバーは語っている。TAKUYA∞が自分自身と対峙するシーンは合成ではなく、限りなくTAKUYA∞の姿に似せたダイモンというモデル。ダンサーが身に着けている動物の着ぐるみのデザインは、コスチューム・アーティストであるひびのこづえ（日比野克彦の妻）によるもの。歌詞に東京メトロ国会議事堂前駅が登場する。冒頭の女性の声は「アイ・アム Riri」（4thアルバム『AwakEVE』収録）のコーラスにも参加したasamiである。
2. the truth
  - 作曲：TAKUYA∞、彰

社会から音楽まで世の中における「真実」を歌った楽曲。サブタイトルは「真実は人を傷つける」。
3. マダラ蝶
  - 作曲：TAKUYA∞

女性目線による別れの歌。歌詞に登場する女性はTAKUYA∞の姉がモチーフになっている。

### 通常盤（初回仕様）
- UVERworld特製ステッカー（四種類のうち1枚）

## 初回生産限定盤
DVD
1. UVERworld Classics vol.1 PRIME 〜The Jump Clips〜
8thシングル「シャカビーチ〜Laka Laka La〜」初回生産限定盤DVDの「UVERworld“JUMP CLIPS”」同様、UVERworldのライブやPVにて、メンバーが演奏中にジャンプする様子を編集した映像。映像に使用された「PRIME」は2ndシングル「CHANCE!」のカップリング曲である。
2. UVERworld 2009 予告編
UVERworldの2009年の予告映像。2009年9月30日発売のライブDVD『AwakEVE TOUR '09』の告知がある。本作発売時にはタイトル未定だった、次作となる14thシングル「哀しみはきっと」の告知もされている。

### 付属品
- UVERworld特製ステッカー（四種類のうち1枚）

## 収録アルバム
1. GO-ON
  - 5thスタジオ・アルバム『LAST』にアルバムバージョンとして「GO-ON (2nd-mix)」を収録。
  - 2ndベスト・アルバム『ALL TIME BEST (EXTRA EDITION)』
2. the truth
  - 5thスタジオ・アルバム『LAST』
3. マダラ蝶
  - 2ndベスト・アルバム『ALL TIME BEST [Disc3 BALLADE BEST(Re-Recording)]』